# Ágios Nikólaos (Náoussa, Imathie)
Ágios Nikólaos, en grec moderne : Άγιος Νικόλαος, est un village du dème de Náoussa, district régional d'Imathie, en Macédoine-Centrale, Grèce.
Selon le recensement de 2011, la population du village compte 213 habitants.